# Graf van de Reliëfs

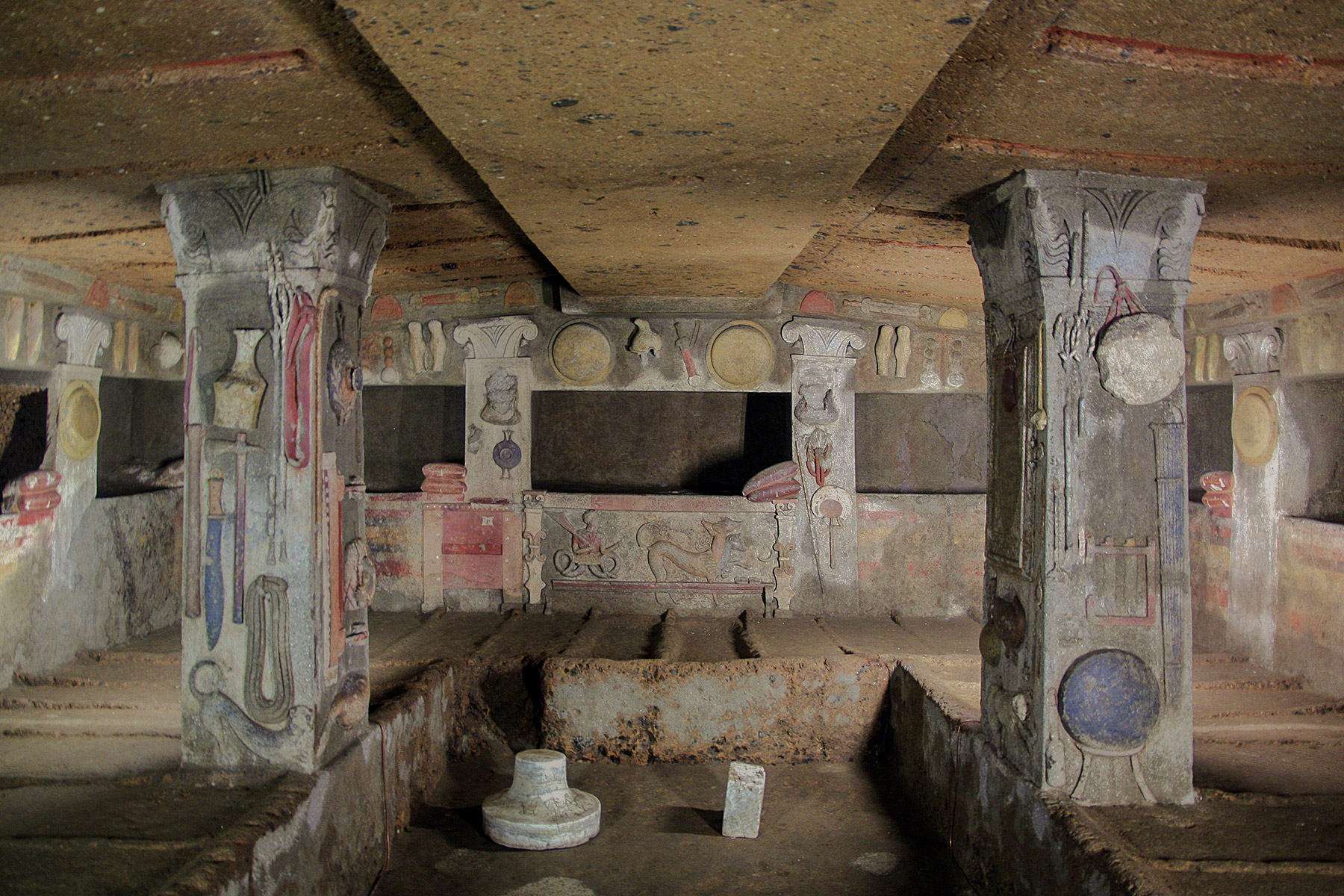
Interieur van de Tomba dei Rilievi

Het Graf van de Reliëfs (Italiaans:Tomba dei Rilievi) uit de vierde eeuw v.Chr. wordt beschouwd als een van de indrukwekkendste Etruskische kamergraven uit de klassieke oudheid.
Het graf bevindt zich in Cerveteri in de Necropoli Della Banditaccia. Dit graf behoorde toe aan de aristocratische familie Matuna en heeft een zeer rijke en unieke versiering in beschilderd stuc. De muren en de twee vrijstaande pijlers zijn voorzien van reliëfs van allerlei objecten uit het dagelijks leven. Het graf is zes meter breed en het plafond is twee meter hoog.
Onze contemporaine kennis voor het dagelijks leven van de Etrusken is voor een groot deel afkomstig van dit soort kamergraven.